# Alexander Guillemot de Villebois

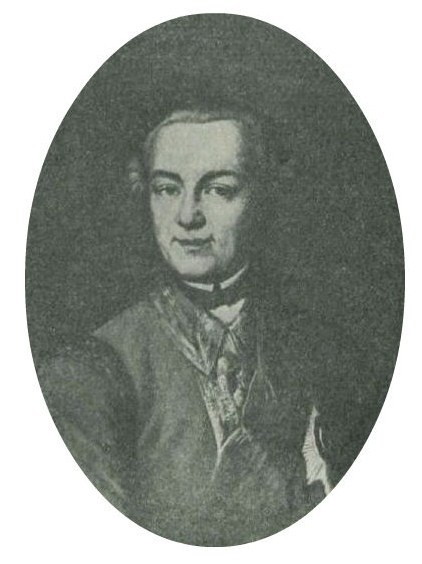
Alexander Guillemot de Villebois

Alexander Guillemot de Villebois (russisch Александр Никитич Вильбоа, * 26. Dezember 1717 in Neu-Schottland bei Danzig; † 29. Januar 1781 in Dorpat, Estland) war ein französisch-baltischer Adelsmann, russischer Generalfeldzeugmeister und Chef der russischen Artillerie.

## Laufbahn
Seine militärische Laufbahn begann 1739 als Sergeant im Leibgarde-Regiment der kaiserlichen russischen  Armee. Ab 1744 war er zehn Jahre lang Kammerjunker bei der russischen Zarin Elisabeth und erhielt den Rang eines Obristen. 1755 wurde er zum Generalmajor befördert und war zwischen den Jahren 1756/57 Generalquartiermeister der Armee. Ende Juli 1759 besetzte eine russische Vorhut unter General Alexander Guillemot de Villebois die Dammvorstadt Frankfurts an der Oder. Die kleine Garnison unter Major von Armin zog nach kurzer Beschießung ab. General de Villebois forderte von der Stadt 600.00 Thaler Kontribution ab. Er kommandierte als Generalleutnant während seines Einsatzes im Siebenjährigen Krieg ein Korps, wurde verwundet und mit dem Alexander-Newski-Orden ausgezeichnet. Ab 1762 war er Mitglied des Rats bei Zar Peter III. und Generalfeldzeugmeister sowie Chef der gesamten russischen Artillerie. In Anerkennung seiner Dienste wurde er mit dem Orden des Heiligen Andreas des Erstberufenen und dem Russischen Orden der Heiligen Anna dekoriert. Er war ein Anhänger Zarin  Katharinas II. und Unterstützer ihrer Regierung. 1765 nahm er, aus gesundheitlichen Gründen, seinen Abschied von der Armee und zog nach Livland, in dem er die Ritterhöfe Sarrakus und Kurrista besaß. Als eingeschriebenes Mitglied in der Livländischen Ritterschaft nutzte er in den Jahren 1762/63 seine Verbindungen zum russischen Zarenhof und setzte sich für die Beibehaltung der Privilegien der Ritterschaft ein. Als Verantwortlicher für den livländischen Festungsbau ließ er 1764 mehrere Türme und Anlagen umbauen. Er begleitete Zarin Katharina II.  während ihrer Reise durch Livland und empfing sie in Pernau. 1767 war er als Deputierter der Estländischen Ritterschaft zur „Großen Gesetz gebenden Kommission“ nach Moskau und Sankt Petersburg abgeordnet, er setzte sich für einen Sonderstatus Livlands ein.

## Familie und Nachkommen

Familienwappen der Guillemots de Villebois

Alexander entstammte der französisch-baltischen Adelsfamilie Guillemot de Villebois. Sein Vater war der russische Vizeadmiral Françoise Guillemot de Villebois (1674–1768), Herr auf Aya und Sarrakus, der mit Elisabeth von Glück († 1757) verheiratet war. Alexander heiratete 1755 in Riga  Anna Helena von Budberg (1738–1794), Herrin von Techelfer. Ihr Sohn war Stephan, Herr auf Kurrista, der 1928 in Berlin verstarb, dessen Sohn Harald Ferdinand war 1889 in Heidelberg geboren und ein Musiker. Alexander Guillemot de Villebois war der Stammvater der „Jüngeren Linie“ und wurde auf dem Rittergut Sarrakus beigesetzt.